# Mayridia murgabensis
Mayridia murgabensis är en stekelart som beskrevs av Svetlana N. Myartseva 1979. Mayridia murgabensis ingår i släktet Mayridia och familjen sköldlussteklar.
Artens utbredningsområde är Turkmenistan. Inga underarter finns listade i Catalogue of Life.